# فريديريك إيريارت
فريديريك إيريارت (بالسويدية: Frédéric Iriarte)‏ هو فنان ومصمم سويدي، ولد في 1 ديسمبر 1963 في باريس في فرنسا.